# Luise George Bachmann
Louise George Bachmann (* 20. August 1903 in Wien; † 17. Juni 1976 in Bad Ischl) war eine österreichische Schriftstellerin, Sängerin und Organistin.

## Leben
Louise Bachmann besuchte die Lehrerbildungsanstalt in Wien und studierte anschließend am Neuen Wiener Konservatorium Orgel, Gesang und Musiktheorie sowie an der Akademie für Musik und darstellende Kunst Orgel, Klavier und Harmonielehre.
Ab dem Jahr 1935 erschienen von ihr Aufsätze und Kurzgeschichten in Tageszeitungen und Zeitschriften. Ihr erster Roman erschien 1936. Bis 1938 war Bachmann als Professorin für Musikgeschichte am Pädagogischen Institut Wien tätig. Sie übersiedelte nach Salzburg, da ihr Mann dort eine Fabrik leitete. Sie begann als freie Schriftstellerin. Ihre hauptsächlichen Themen waren historisch-biographischen Künstlerromane. Bachmann engagierte sich in der NS-Frauenschaft in Salzburg als ehrenamtliche Abteilungsleiterin für Kultur, Erziehung und Schulung. Sie beantragte am 3. August 1938 die Aufnahme in die NSDAP und wurde rückwirkend zum 1. Mai desselben Jahres aufgenommen (Mitgliedsnummer 6.345.135). Andererseits behielt sie ihre Bindungen an die Kirche als gläubige Katholikin.
Mit Kriegsende verbrannte ihr gesamtes Vermögen. Dabei war auch ihre Bibliothek sowie ihre Manuskripte. Sie bezog deshalb ein Quartier im Stift St. Florian. Im Jahr 1946 konnte sie wieder publizieren. Die Romane behandelten vor allem bekannte Musikpersönlichkeiten. Aber auch die Lebenswege religiöser Persönlichkeiten beschrieb sie vermehrt, wie etwa der Missionarin Viktoria Rasoamanarivo aus Madagaskar, der Mystikerin Wilbirg oder dem Missionar Frederic Baraga.
Bachmann war mit dem Ingenieur Josef Pistorius verheiratet.
Louise Bachmann und ihr Mann wurden auf dem Döblinger Friedhof (Gruppe 36, Reihe 5, Nummer 10) in Wien beerdigt. Das Grab ist bereits aufgelassen.

## Werke
- Beethoven contra Beethoven: Geschichte eines berühmten Rechtsfalles / L. G. Bachmann (1963)
- Der sechsfarbige Strahl: Malerroman der Donau-Schule (1962)
- Das reiche Fräulein Jaricot: Lebensbild einer apostolisch-sozialen Kämpferin (1961)
- Liebe und Leid: Zum Gedenken an P. Dr. Josef Russmann, OSFS, Religionsprofessor und Frauenseelsorger 1906–1958 (1959)
- Die Siegerin: Das Leben der Viktoria Rasoamanarivo (1958)
- Das Experiment: Eine heitere Sängerknaben-Geschichte (1957)
- Bruckner: Der Roman der Sinfonie (1955)
- Historie einer schönen Frau: Mörikes Mergentheimer Liebeslied (1954)
- Die andere Schöpfung: Ein Baumeister-Roman  (um die Barock Baumeister Fischer von Erlach, Prandtauer und Hildebrand) (1949)
- Meister, Bürger und Rebell: Das Lebensbild Tilmann Riemenschneiders (1949)
- Der Thomaskantor: Introduktion, Toccata und Fuga über B-A-C-H (1948)
- Singen und Sagen: Roman des Minnesangs (1948)
- Wilbirg, das Leben einer Einsamen: Nach einer Handschrift aus dem 13. Jahrhundert erzählt (1948)
- Anton Bruckners Schweizerreise (1947)
- Musikantengeschichten: Kleine Geschichten aus 7 Jahrhunderten um unsere großen deutschen Meister (1939)
- Das Wasser rauscht: Franz Schuberts selige Sommerreise in Gebirge (1946)
- Der beste, liebste Papa: Eine Leopold Mozart-Geschichte  (1941)
- Wirrwarr in Weimar: Eine Johann Sebastian Bach-Novelle (1941)
- Goldsucher: "Von der Wildnis zur Großindustrie - deutschsprachige Pioniere und Geld aus Österreich helfen beim Aufbau der USA (zum leben Friderik Irenej Baraga) (1951)